# Kevin Hayes
Kevin Patrick Hayes (né le 8 mai 1992 à Boston dans l'État de Massachusetts aux États-Unis) est un joueur professionnel américain de hockey sur glace.

## Biographie
Après deux saisons avec la Nobles High School, il est repêché par les Blackhawks de Chicago au 24e rang, lors du premier tour du repêchage d'entrée de 2010 de la Ligue nationale de hockey. Il se joint aux Eagles de Boston College pour la saison 2010-2011 et joue quatre saisons avec l'équipe universitaire. 
À sa première saison avec les Eagles, il a pour coéquipier son frère Jimmy, qui joue sa dernière saison universitaire. Lors de sa dernière saison, en 2013-2014, Hayes récolte 65 points, dont 27 buts et 38 assistances, en 40 matchs joués et termine deuxième sur les buts et les points dans la division Hockey East derrière son coéquipier des Eagles Johnny Gaudreau qui compte 36 buts et 80 points. À l'issue de cette saison, il rejoint l'équipe des États-Unis à l'occasion du championnat du monde 2014.
Quatre ans après avoir été repêché par les Blackhawks, il n'a toujours pas signé de contrat avec l'équipe et devient agent libre le 16 août 2014. Quatre jours plus tard, il s'entend avec les Rangers de New York sur un contrat de deux ans. Il intègre l'effectif 2014-2015 des Rangers et joue au cours de cette saison 79 matchs au cours desquels il marque 17 buts et ajoute 28 aides pour un total de 45 points.
Le 25 février 2019, il est échangé aux Jets de Winnipeg en retour de Brendan Lemieux, d'un choix conditionnel de 1re ronde en 2019 et d'un choix conditionnel de 4e tour en 2022.
Le 3 juin 2019, les Jets échangent ses droits de négociation aux Flyers de Philadelphie en retour d'un choix de 5e tour en 2019. Le 19 juin, il s'entend avec les Flyers sur les termes d'un contrat de 7 ans.
Le 17 janvier 2023, il compte son premier tour du chapeau dans la LNH face aux Ducks d'Anaheim alors que les Flyers l'emporte 5 à 2. 

## Parenté dans le sport
Il est le frère de Jimmy Hayes. Il est cousin avec les joueurs Tom Fitzgerald et Keith Tkachuk.

## Statistiques

### En club
| Saison     | Équipe                   | Ligue      |     | Saison régulière | Saison régulière | Saison régulière | Saison régulière | Saison régulière |   | Séries éliminatoires | Séries éliminatoires | Séries éliminatoires | Séries éliminatoires | Séries éliminatoires |
| Saison     | Équipe                   | Ligue      | PJ  | B                | A                | Pts              | Pun              | PJ               | B | A                    | Pts                  | Pun                  |                      |                      |
| 2008-2009  | Nobles High School       | HS         | 22  | 28               | 27               | 55               | -                | -                | - | -                    | -                    | -                    |                      |                      |
| 2009-2010  | Nobles High School       | HS         | 28  | 25               | 42               | 67               | -                | -                | - | -                    | -                    | -                    |                      |                      |
| 2010-2011  | Eagles de Boston College | NCAA       | 31  | 4                | 10               | 14               | 8                | -                | - | -                    | -                    | -                    |                      |                      |
| 2011-2012  | Eagles de Boston College | NCAA       | 44  | 7                | 21               | 28               | 10               | -                | - | -                    | -                    | -                    |                      |                      |
| 2012-2013  | Eagles de Boston College | NCAA       | 27  | 6                | 19               | 25               | 14               | -                | - | -                    | -                    | -                    |                      |                      |
| 2013-2014  | Eagles de Boston College | NCAA       | 40  | 27               | 38               | 65               | 16               | -                | - | -                    | -                    | -                    |                      |                      |
| 2014-2015  | Rangers de New York      | LNH        | 79  | 17               | 28               | 45               | 22               | 19               | 2 | 5                    | 7                    | 2                    |                      |                      |
| 2015-2016  | Rangers de New York      | LNH        | 79  | 14               | 22               | 36               | 30               | 3                | 0 | 0                    | 0                    | 4                    |                      |                      |
| 2016-2017  | Rangers de New York      | LNH        | 76  | 17               | 32               | 49               | 18               | 12               | 0 | 3                    | 3                    | 4                    |                      |                      |
| 2017-2018  | Rangers de New York      | LNH        | 76  | 25               | 19               | 44               | 18               | -                | - | -                    | -                    | -                    |                      |                      |
| 2018-2019  | Rangers de New York      | LNH        | 51  | 14               | 28               | 42               | 10               | -                | - | -                    | -                    | -                    |                      |                      |
| 2018-2019  | Jets de Winnipeg         | LNH        | 20  | 5                | 7                | 12               | 2                | 6                | 2 | 1                    | 3                    | 2                    |                      |                      |
| 2019-2020  | Flyers de Philadelphie   | LNH        | 69  | 23               | 18               | 41               | 34               | 16               | 4 | 9                    | 13                   | 2                    |                      |                      |
| 2020-2021  | Flyers de Philadelphie   | LNH        | 55  | 12               | 19               | 31               | 22               | -                | - | -                    | -                    | -                    |                      |                      |
| 2021-2022  | Flyers de Philadelphie   | LNH        | 48  | 10               | 21               | 31               | 26               | -                | - | -                    | -                    | -                    |                      |                      |
| 2022-2023  | Flyers de Philadelphie   | LNH        | 81  | 18               | 36               | 54               | 23               | -                | - | -                    | -                    | -                    |                      |                      |
| 2023-2024  | Blues de Saint-Louis     | LNH        | 79  | 13               | 16               | 29               | 12               | -                | - | -                    | -                    | -                    |                      |                      |
| Totaux LNH | Totaux LNH               | Totaux LNH | 713 | 168              | 246              | 414              | 217              | 56               | 8 | 18                   | 26                   | 14                   |                      |                      |

### En équipe nationale
| Année | Équipe     | Compétition          |   | PJ | B | A | Pts | Pun      |  | Résultat |
| 2014  | États-Unis | Championnat du monde | 8 | 1  | 1 | 2 | 0   | 6e place |  |          |
| 2017  | États-Unis | Championnat du monde | 3 | 2  | 2 | 4 | 4   | 5e place |  |          |
| 2024  | États-Unis | Championnat du monde | 8 | 1  | 0 | 1 | 4   | 5e place |  |          |

## Trophées et honneurs personnels

### Ligue nationale de hockey
- 2022-2023 : participe au 67e Match des étoiles